# Mavki'im
Mavki'im (hebrejsky מַבְקִיעִים, v oficiálním přepisu do angličtiny Mavqi'im) je vesnice typu mošav v Izraeli, v Jižním distriktu, v Oblastní radě Chof Aškelon.

## Geografie
Leží v nadmořské výšce 55 metrů v pobřežní nížině, v regionu Šefela. Východně od obce teče vádí Nachal Ge'a, jež jihovýchodně od mošavu ústí do vádí Nachal Oved.
Obec se nachází 5 kilometrů od břehu Středozemního moře, cca 53 kilometrů jihojihozápadně od centra Tel Avivu, cca 64 kilometrů jihozápadně od historického jádra Jeruzalému a 5 kilometrů jihovýchodně od města Aškelon. Mavki'im obývají Židé, přičemž osídlení v tomto regionu je etnicky převážně židovské.
Mavki'im je na dopravní síť napojen pomocí dálnice číslo 4. Podél východní strany vesnice jsou dochovány zbytky železničního tělesa z dob mandátní Palestiny, kdy tudy vedla mezinárodní trať z Haify do Egypta. Používá se jako průmyslová vlečka s odbočkou k jihozápadu do elektrárny Rutenberg. K východu tu odbočuje železniční trať Kirjat Gat-Aškelon rovněž využívána pouze jako průmyslová vlečka. Ve výstavbě je ovšem železniční trať Aškelon-Beerševa pro osobní přepravu, která by měla navázat jižním směrem na zbytky britské železnice.

## Dějiny
Mavki'im byl založen v roce 1949. Novověké židovské osidlování tohoto regionu začalo po válce za nezávislost tedy po roce 1948, kdy oblast ovládla izraelská armáda. Zakladateli mošavu byli Židé z Maďarska, kteří se předtím v řadách izraelské armády účastnili bojů. Na vzniku osady se podíleli členové mládežnického hnutí ha-No'ar ha-cijoni.
Funguje tu obchod se smíšeným zbožím, zdravotní středisko a sportovní areály. Do vesnice se přistěhovalo 25 židovských rodin evakuovaných v rámci plánu jednostranného stažení roku 2005 z osady Pe'at Sade z pásma Gazy.

## Demografie
Podle údajů z roku 2014 tvořili naprostou většinu obyvatel v Mavki'im Židé (včetně statistické kategorie "ostatní", která zahrnuje nearabské obyvatele židovského původu ale bez formální příslušnosti k židovskému náboženství).
Jde o menší obec vesnického typu s dlouhodobě rostoucí populací. K 31. prosinci 2014 zde žilo 378 lidí. Během roku 2014 populace klesla o 2,6 %.
| Rok            | 1961 | 1972 | 1983 | 1995 | 2001 | 2003 | 2004 | 2005 | 2006 | 2007 | 2008 | 2009 | 2010 | 2011 | 2012 | 2013 | 2014 |
| -------------- | ---- | ---- | ---- | ---- | ---- | ---- | ---- | ---- | ---- | ---- | ---- | ---- | ---- | ---- | ---- | ---- | ---- |
| Počet obyvatel | 177  | 121  | 139  | 210  | 243  | 225  | 225  | 265  | 320  | 349  | 377  | 336  | 359  | 365  | 372  | 388  | 378  |